# Dangerous (album)
Dangerous je album amerického zpěváka Michaela Jacksona, vydané 26. listopadu 1991, které se okamžitě stalo nejrychleji prodávaným albem. Na první příčku v prodejnosti se dostalo jen tři dny od vydání. Řadí se mezi dvacet nejlépe prodávaných alb historie hudby. Alba Dangerous se prodalo 32 milionů kopií po celém světě. Videoklip k písni „Black or White“ byl 14. listopadu vysílán současně ve 27 zemích světa. Klip vidělo více než 500 milionů lidí a stal se nejsledovanějším videem v jednu chvíli. K albu Dangerous se také konalo světové turné, které trvalo od června 1992 do září 1993.

## Seznam skladeb
| Pořadí         | Název                    | Autor                                         | Délka |
| -------------- | ------------------------ | --------------------------------------------- | ----- |
| 1.             | Jam                      | M. Jackson / R. Moore / B. Swedien / T. Riley | 5:38  |
| 2.             | Why You Wanna Trip on Me | T. Riley / B. Belle                           | 5:24  |
| 3.             | In the Closet            | M. Jackson / T. Riley                         | 6:31  |
| 4.             | She Drives Me Wild       | M. Jackson / T. Riley; rap – A. Davidson      | 3:41  |
| 5.             | Remember the Time        | T. Riley / M. Jackson / B. Belle              | 3:59  |
| 6.             | Can't Let Her Get Away   | M. Jackson / T. Riley                         | 4:58  |
| 7.             | Heal the World           | M. Jackson                                    | 6:24  |
| 8.             | Black or White           | M. Jackson                                    | 4:16  |
| 9.             | Who Is It                | M. Jackson                                    | 6:34  |
| 10.            | Give In to Me            | M. Jackson / B. Bottrell                      | 5:29  |
| 11.            | Will You Be There        | M. Jackson                                    | 7:40  |
| 12.            | Keep the Faith           | G. Ballard / S. Garrett / M. Jackson          | 5:57  |
| 13.            | Gone Too Soon            | L. Grossman / B. Kohan                        | 2:22  |
| 14.            | Dangerous                | M. Jackson / B. Bottrell / T. Riley           | 7:00  |
| Celková délka: | Celková délka:           | Celková délka:                                | 76:58 |

## Umístění v žebříčcích
| Žebříček (1991)    | Pozice |
| ------------------ | ------ |
| Spojené království | 1      |
| Spojené státy      | 1      |

| Žebříček (1992)    | Pozice |
| ------------------ | ------ |
| Spojené království | 3      |
| Spojené státy      | 3      |

| Žebříček (1992)    | Pozice |
| ------------------ | ------ |
| Spojené království | 8      |
| Spojené státy      | 6      |

| Žebříček (1992)    | Pozice |
| ------------------ | ------ |
| Spojené království | 13     |
| Spojené státy      | 26     |

| Žebříček (1992)    | Pozice |
| ------------------ | ------ |
| Spojené království | 10     |
| Spojené státy      | 14     |

| Žebříček (1992)    | Pozice |
| ------------------ | ------ |
| Spojené království | 2      |
| Spojené státy      | 27     |

| Žebříček (1993)    | Pozice |
| ------------------ | ------ |
| Evropa             | 4      |
| Spojené království | 2      |

| Žebříček (1993)    | Pozice |
| ------------------ | ------ |
| Spojené království | 9      |
| Spojené státy      | 7      |

| Žebříček (1993)    | Pozice |
| ------------------ | ------ |
| Spojené království | 33     |